# Vita Terentii
La Vita Terentii (Vie de Térence) est une œuvre littéraire latine à caractère biographique écrite par Suétone au Ier siècle qui raconte la vie du poète comique Térence. 

## Histoire
La Vita Terentii a été rédigée par Suétone au Ier siècle qui l'a insérée dans la section De poetis de son De viris illustribus et qui nous a été rapportée par le grammairien du IVe siècle Ælius Donatus, qui l'annexa à son important commentaire sur les comédies de Térence. De la Vita Terentii dépend la quasi-totalité des informations dont on dispose aujourd'hui concernant le poète comique.

## Description
Le texte rapporte les principales informations biographiques concernant Térence, en s'attardant particulièrement sur les ragots infamants  colportés concernant le rapport entre Térence et ses protecteurs, Scipion Émilien et Caius Laelius Sapiens. 
Une importance particulière est constituée par les avis critiques de Afranius, Cicéron et César concernant l'œuvre de Térence que Suétone rapporte au chapitre 7.